# Regueiriños
Regueiriños (llamada oficialmente As Regueiriñas) es una entidad de población situada en la parroquia de Tamallancos, del municipio español de Villamarín, en la provincia de Orense, Galicia.

## Demografía
La entidad de población de Regueiriños no consta ni en las bases de datos del INE ni en las del IGE por lo que se desconocen los datos demográficos de la misma.